# Dendrophorbium fruticosum
Dendrophorbium fruticosum là một loài thực vật có hoa trong họ Cúc. Loài này được (Vell.) C.Jeffrey mô tả khoa học đầu tiên năm 1992.